# Poster Girl
Poster Girl es el tercer álbum de estudio de la cantautora sueca Zara Larsson, y el segundo en ser lanzado mundialmente el 5 de marzo de 2021 a través de las discográfica TEN Music Group y Epic Records. El álbum fue precedido por el lanzamiento digital de tres sencillos: «Love Me Land», «Wow», «Talk About Love», así como también del sencillo «Ruin My Life» y el sencillo promocional «Look What You've Done». Una reedición del álbum, subtitulada Summer Edition, fue lanzada el 21 de mayo de 2021.

## Antecedentes y composición
El 6 de julio de 2020, Larsson anunció a través de sus redes sociales que «Love Me Land» sería el sencillo principal de su próximo álbum. Publicó la canción con un video musical el 10 de julio del mismo año. El mismo día, en una entrevista con Sveriges Radio, Larsson comunicó que el álbum todavía no tenía un título definido, pero si expresó que «estoy preparada de una manera completamente diferente. Tengo la próxima canción lista, la portada del álbum, el vídeo, el álbum está hecho. Me siento lista de una manera diferente». En una entrevista con Borderless Melodies, Larsson reveló que el título del álbum sería Poster Girl. El 8 de enero del 2021, antes del lanzamiento oficial del vídeo musical de «Talk About Love», Larsson anunció mediante una transmisión en vivo de Instagram que Poster Girl sería lanzado el 5 de marzo de 2021. y publicó la portada del álbum en sus redes sociales.
El álbum fue nombrado como un trabajo que cuenta con un «ritmo rápido y sinfónico», con influencias de la «música disco que te hacen bailar de principio a fin», sin baladas y «sintetizadores de los '80 y con la influencia de la producción R&B». Su contenido lírico «explora lo mejor y lo peor de la música pop, que es el amor». También tomas sonidos de la música popular nórdica y del pop.  Además, fue descrito como «un álbum sobre la ruptura de pareja y una celebración de un nuevo romance» y como un «entretejido de temas sobre la devoción no correspondida y con alegres arrebatos de toxicidad romántica en canciones pop casi científicamente diseñadas».

### Canciones
La edición estándar del álbum contiene doce pistas. La canción de apertura «Love Me Land», es una canción dance-pop con un ritmo «palpitante y guiado por un sonido instrumental de cuerdas». La siguiente pista y el tercer sencillo «Talk About Love» es una canción R&B con una sensación «suave», que líricamente, trata sobre la «fase previa en la que dos personas descubren que están hechos el uno para el otro». «Need Someone» es una melodía «reluciente» a medio tempo, que tiene una «vibra aireada y tranquila», pero que se convierte en un «himno mucho más funk y más grande», que musicalmente presenta una línea de bajo que recuerda a la canción de «The Less I Know the Better» de la banda Tame Impala y con una línea de piano «deslumbrante». La cuarta pista «Right Here» trata sobre preguntarse por qué ella intenta llamar la atención de alguien que «mantiene sus ojos mirando una pantalla», y hace referencia a la artista sueca Robyn. La canción y el segundo sencillo «Wow» es una canción electro y dance producida por Marshmello, que tiene una línea de bajo «audaz» y cuenta con voces «adictivas». La canción que da título al álbum trata sobre Zara «sintiéndose fuera de lugar mientras se enamora», respaldada por una producción de música disco «deslumbrante». La séptima pista «I Need Love» es una canción de pop tropical, que ha sido descrita como un «bop conmovedor», destacándose en la letra de la canción la frase: «Like an addict needs a drug». «Look What You've Done» es una pista con influencias del disco, y es una canción sobre las rupturas amorosas, que presenta sonidos similares con la música de ABBA y se centra en la historia de una mujer que mata a un hombre y ahora está siendo perseguido por la policía.
«Ruin My Life» es una canción pop «ligeramente masoquista», que según Larsson, trata sobre «esa relación tóxica que todo el mundo tiene en algún momento de su vida». En cuanto a la instrumentación, está acompaña de una guitarra eléctrica y un teclado, y su coro se sumerge con sintetizadores y una pista de batería «bailable». «Stick with You», coescrito por Max Martin, tiene un sonido de guitarra combinado con un ritmo electrónico y muestra la voz de Larsson con un «ligero acento country». «FFF» (la abreviatura de «Enamorarse de un amigo») es una canción «juguetona», aunque «explícita»; su estribillo hace recordar a la canción italiana «Tu vuò fà l'americano». Vocalmente tiene similitudes con Dua Lipa, ya que en la letra de la canción se aprecia las frases: «Is there a spark for us?/Or is it just purely platonic?/Is this our story arc?/'Cause if it are, it’d be iconic». La canción de cierre del álbum «What Happens Here» cuenta una historia de tener seguridad en una misma y es una canción «eufórica del tamaño de Carly Rae Jepsen», en la que canta: «I'ma do it 'cause it's what I want… To be honest, I don't give no fucks».

## Recepción

### Comentarios de la crítica
En Metacritic, página web donde se le asigna una calificación normalizada de 100 a las revisiones de publicaciones convencionales, el álbum posee una puntuación de 76, basado en 5 críticas, lo cual indica «reseñas generalmente favorables».
Nick Levine en una reseña para la revista NME describió el álbum como «pegadizo y con carácter», que «se siente como un trabajo bien hecho», mientras que Emma Swann, de DIY, llamó al álbum como un «escape de pop puro». Robin Murray de la revista Clash escribió que Poster Girl «no es del todo perfecto», sino más bien es un álbum «entretenido». Ludovic Hunter-Tilney de Financial Times describió las canciones como «ágiles y divertidas», aunque dijo que el álbum «deja a uno impaciente por más».

## Lanzamiento y promoción
Larsson compartió la portada del álbum en enero de 2021 y reveló la lista de canciones en las redes sociales el 10 de febrero de 2021. La cantante expresó su deseo de poder lanzar una edición de lujo del álbum en el futuro, en donde podría ser incluida una nueva canción en colaboración con Ariana Grande.
Para promocionar el disco, Larsson celebró un concierto vía streaming en YouTube el 8 de marzo de 2021 conmerando el Día Internacional de la Mujer, en asociación con IKEA y presentada por Live Nation. El 21 de mayo del 2021, Larsson para publicitar el lanzamiento de la edición de verano del álbum, brindó una presentación virtual musical en vivo a través de la plataforma Roblox, donde tuvo retransmiciones durante ese fin de semana. Poco desupués, Zara anunció, que en noviembre del 2021, se embarcaría en el Poster Girl Tour, recorriendo diferentes estadios de los países escandinavos.

### Sencillos
El álbum fue precedido por varios sencillos. El primero de ellos fue «Ruin My Life», que fue publicado el 18 de octubre de 2018 e ingresó en las listas musicales de varios países, llegando a ingresar en el Top 10 en Israel, Reino Unido, Irlanda y en Suecia, alcanzó el puesto número dos. Luego, le siguieron varios singles independientes y colaboraciones, entre 2018 y 2020, siendo uno de ellos «Don't Worry Bout Me» y «All the Time». Más tarde, se anunció que ambas canciones fueron inclluidas en la edición japonesa del álbum.
El 10 de julio de 2020, «Love Me Land» fue publicado y sirvió como el sencillo principal del álbum, alcanzando la posición número ocho en Suecia y luego fue certificado como disco de Oro. Previamente, «Wow» había sido lanzado como un sencillo promocional, pero resurgió en la popularidad luego de aparecer en la banda sonora de película Work It (2020) de Netflix. Esto llevó a Larsson a lanzar la pista como un sencillo. El 25 de septiembre de 2020, la canción fue lanzada como un remix en colaboración con la actriz principal de la película, Sabrina Carpenter y el 7 de octubre de ese año se publicó el vídeo musical oficial. El 8 de enero de 2021, fue publicado «Talk About Love» como el tercer sencillo del álbum, cuya pista cuenta la colaboración del rapero estadounidense Young Thug

### Sencillos promocionales
El 22 de febrero del mismo año le siguió el sencillo promocional «Look What You've Done».

## Lista de canciones
- Poster Girl – Edición estándar[49]

| N.º   | Título                             | Escritor(es)                                                                                    | Productor(es)                        | Duración |  |
| 1.    | «Love Me Land»                     | Zara Maria Larsson Julia Michaels Justin Tranter Jason Gill                                     | Gill                                 | 2:40     |  |
| 2.    | «Talk About Love» (con Young Thug) | Jeffery Williams Dewain Whitmore Mike Sabath Amy Allen                                          | Sabath                               | 3:19     |  |
| 3.    | «Need Someone»                     | Sarah Aarons Noonie Bao Mattias Per Larsson Robin Lennart Fredriksson                           | Mattman & Robin                      | 2:58     |  |
| 4.    | «Right Here»                       | Michaels Tranter Per Larsson Lennart Fredriksson                                                | Mattman & Robin                      | 3:46     |  |
| 5.    | «Wow»                              | Brittany Amaradio Christopher Comstock Joakim Haukaas Madison Love                              | Marshmello                           | 2:59     |  |
| 6.    | «Poster Girl»                      | Larsson Michaels Tranter David Pramik Jon Wienner Sam Homaee                                    | The Roommates Gill                   | 2:56     |  |
| 7.    | «I Need Love»                      | Joe Kearns Camille Purcell Finlay Dow-Smith                                                     | Starsmith                            | 3:02     |  |
| 8.    | «Look What You've Done»            | Larsson Purcell Steve Mac                                                                       | Mac                                  | 3:01     |  |
| 9.    | «Ruin My Life»                     | Larsson Amaradio Michael Pollack Stefan Johnson Jordan K. Johnson Jamie Sanderson Jackson Foote | The Monsters and the Strangerz Foote | 3:10     |  |
| 10.   | «Stick with You»                   | Larsson Max Martin Max Wolfgang Savan Kotecha                                                   | The Struts                           | 2:59     |  |
| 11.   | «FFF»                              | Larsson Michaels Tranter Ian Kirkpatrick                                                        | Kirkpatrick                          | 3:33     |  |
| 12.   | «What Happens Here»                | Larsson Tommy Brown Steven Franks Theron Thomas Anton Göransson                                 | Franks Brown                         | 3:19     |  |
| 37:41 |                                    |                                                                                                 |                                      |          |  |

- Poster Girl – Edición exclusiva de Target (Bonus Tracks)[50]

| N.º   | Título                | Escritor(es)                        | Productor(es) | Duración |  |
| 13.   | «Famous»              | Sarah Aarons Jason Evigan           | Evigan        | 3:36     |  |
| 14.   | «When I'm Not Around» | Erik Hassle Madison Love James Wong | Gladius       | 3:25     |  |
| 44:42 |                       |                                     |               |          |  |

- Poster Girl – Edición japonesa (Bonus Tracks)[42][51]

| N.º   | Título                | Escritor(es)                                                                                     | Productor(es) | Duración |  |
| 15.   | «Don't Worry Bout Me» | Larsson Tove Nilsson Rami Yacoub Linnea Södahl Jakob Jerlström Whitney Phillips Ludvig Söderberg | The Struts    | 3:28     |  |
| 16.   | «All the Time»        | Larsson Linus Wiklund Bao Ilsey Juber                                                            | Wiklund       | 3:48     |  |
| 52:10 |                       |                                                                                                  |               |          |  |

- Poster Girl: Summer Edition – Edición estándar[52]

| N.º   | Título                                   | Escritor(es)                                        | Productor(es)               | Duración |  |
| 13.   | «Morning»                                | Caroline Ailin Emily Warren Guy Robin               | Al Shux                     | 2:54     |  |
| 14.   | «Last Summer»                            | Larsson Fred Gibson Rachel Kean                     | Fred Ball                   | 2:55     |  |
| 15.   | «I Need Love (Live)» (con First Aid Kit) | Kearns Purcell Dow-Smith                            | Hampus Lindvall             | 3:20     |  |
| 16.   | «Ruin My Life (Orchestral)»              | Amaradio Pollack Johnson K. Johnson Sanderson Foote | Berwaldhallen Swedish Radio | 4:43     |  |
| 17.   | «Never Forget You (Orchestral)»          | Larsson Arron Davey Uzoechi Emenike                 | Berwaldhallen Swedish Radio | 3:49     |  |
| 18.   | «Right Here (Alok Remix)»                | Michaels Tranter Per Larsson Fredriksson            | Mattman & Robin Alok        | 2:35     |  |
| 58:03 |                                          |                                                     |                             |          |  |

- Poster Girl: Swedish Summer Edition – Edición sueca[53]

| N.º   | Título                | Escritor(es)                                          | Productor(es) | Duración |  |
| 19.   | «Säg Mig Var Du Står» | Gregory Elias Ingela Forsman Martin Duiser Piet Souer | Lindvall      | 3:24     |  |
| 61:27 |                       |                                                       |               |          |  |